# Hakkapeliitta
Se conoce como hakkapeliitta (plural en finlandés hakkapeliitat) a un tipo de soldado finlandés que combatía como caballería ligera al servicio del rey Gustavo Adolfo de Suecia durante la Guerra de los Treinta Años (1618-1648). La palabra se acuñó en el siglo XIX a partir de varios términos de las crónicas, que los mencionaban como Hackapelit, Hackapelite, Hackapell, Haccapelit o Haccapelite. Todos estos términos derivan del grito de batalla finlandés hakkaa päälle (traducible como "golpéales", en sueco hacka på).
La caballería ligera de este tipo comenzó a ser usada durante las guerras polaco-suecas de finales del siglo XVI. A comienzos del siglo XVII, la caballería hakkapeliitta dirigida por el mariscal de campo Jacob De la Gardie participó en campañas contra Polonia y Rusia. Posteriormente, la caballería hakkapeliitta dirigida por el mariscal de campo Gustaf Horn fue vital para las victorias suecas en Alemania durante la guerra de los treinta años.
La marcha militar finlandesa Hakkapeliittain Marssi recibe ese nombre por estas unidades militares.

## Táctica
Los hakkapeliitta eran caballería finlandesa bien entrenada, especializada en ataques repentinos, saqueos, exploración y reconocimiento. Su principal ventaja era su capacidad de realizar cargas. Su armamento típico era espada, pistolas, casco y armadura de cuero o coraza de acero. Atacaban al galope tendido, disparaban con una pistola a veinte pasos, una segunda vez con otra pistola a cinco pasos para después desenvainar la espada. El caballo en sí se utilizaba como otra arma, para pisotear a la infantería enemiga.
Los caballos utilizados por los hakkapeliitta era los antepasados de los caballos finlandeses actuales, fuertes y resistentes.

## Organización
El ejército sueco contaba con tres regimientos de caballería de Finlandia, organizados según los condados de procedencia de la unidad:
- Nyland y Tavastehus  (Nylands och Tavastehus läns kavalleriregemente)
- Åbo y Björneborg   (Åbo och Björneborgs läns kavalleriregemente)
- Viborg y Nyslott (Viborgs och Nyslotts läns kavalleriregemente)

Su comandante más famoso fue Torsten Stålhandske (el apellido significa "guante de acero"), que fue teniente-coronel del Regimiento Nyland y Tavastehus en 1629 y lo dirigió por primera vez en la guerra de los treinta años.
Los regimientos provinciales originales (landskapsregementen) fueron creados al dividir los antiguos regimientos (Storregementen,  también llamados "regimientos de tierra" landsregementen), creados por Gustavo Adolfo a finales de la década de 1610. Dieron lugar a veintiún regimientos de infantería y ocho regimientos de caballería, registrados en la constitución sueca de 1634.

## Batallas famosas
Las batallas más famosas de los hakkapeliitta tuvieron lugar en Alemania durante la guerra de los treinta años. Participaron, entre otras, en:
- Breitenfeld en 1631
- Lech en 1632
- Lützen en 1632
- Nördlingen En 1634
- Leipzig en 1642 (también llamada  Segunda Batalla de Breitenfeld o primera batalla de Leipzig)
- Jankau en 1645
- Lente en 1648

200 hakkapeliitta formaron parte del ejército que el rey Carlos X Gustavo de Suecia dirigió a través de los congelados estrechos daneses en el invierno de 1658, conquistando Escania a Dinamarca tras el Tratado de Roskilde.
A pesar de la creencia popular finlandesa, los hakkapeliitta no fueron particularmente famosos en Europa central, siendo raramente mencionados en las crónicas extranjeras (probablemente al ser un componente reducido de los ejércitos suecos). A pesar de ello, durante la era del Imperio sueco en el siglo XVII la caballería finlandesa fue ampliamente utilizada en Alemania, Bohemia, Polonia y Dinamarca y unidades de hakkapeliita fueron estacionadas como guarnición en Estonia y Livonia.
Aulis J. Alanen describió la caballería finlandesa así:

"Nuestros Hakkapelites no son ningún tipo de elegantes representantes. Debo mencionar un desfile de las tropas de Gustavo Adolfo durante la Guerra de los Treinta Años, aún en vida del re. Al principio desfilaron los regimientos mercenarios en sus uniformes azules, amarillos, verdes etc. Luego pasaron ellos, vestidos con riendas reparadas con corteza de abedul y cordel, con las piernas colgando de sus pequeños y desgarbados caballos, arrastrando su alfanjes por el suelo, las mejillas hundidas y la mirada seria. Cuando el embajador holandés preguntó quienes eran, el último jinete, un gordo oficial alemán al cargo replicó orgullosamente: "la guardia real, pärkkele!".[cita requerida]

## En la cultura popular
- Una canción de la banda de metal/rock alternativo Tears of Magdalena se titula "Cut 'em down" y cita leyendas de hakkapeliittas.
- Los Bearkillers, una facción de la obra de S.M. Stirling Emberverse, utiliza como su grito de batalla Hakka peliitta.
- En el videojuego Civilization V, los hakkapeliitta son una de las dos unidades únicas de la civilización sueca, reemplazando al lancero genérico (la otra es la infantería carolina, que reemplaza al riflero genérico)
- En el videojuego Empire: Total War, cuando el jugador selecciona al Reino de Suecia recibe una unidad de hakkapeliitta y puede reclutar más si hay un gobernador militar en Finlandia.
- En el anime japonés Jormungand, durante el episodio 12, la mayor Sophia Velmer (finlandesa exmiembro de UNFID) grita "Hakkaa Päälle!" antes de atacar a Cheng Guoming.
- Se puede contratar mercenarios hackapellitas si se juega con la civilización holandesa en el videojuego Age of Empires III . Además, con la incorporación de la civilización sueca en la última versión del juego, se puede generar como unidad estándar en los establos.
- La última parte del juego de mesa Advanced Squad Leader, ambientado en el frente finlandés de la Segunda Guerra Mundial, se llamará Hakkaa Päälle!
- Los neumáticos finlandeses para nieve de Nokian Renkaat se llaman Hakkapeliittas.
- Aparecen hakkapeliittas en la novela 1632 de Eric Flint como parte de los ejércitos de Gustavo Adolfo II.